# جريجري دوبريجن
جريجري دوبريجن (بالروسية: Добрыгин, Григорий Эдуардович)‏ هو كاتب سيناريو وممثل روسي، ولد في 17 فبراير 1986 في روسيا. بدأ مشواره المهني سنة 2009، ومن الجوائز التي نالها جائزة الدب الفضي لأفضل مخرج ‏ سنة 2010.

## أعمال

### أفلام
- (2014) أخطر الرجال المطلوبين[5][6]

## جوائز
- جائزة الدب الفضي لأفضل مخرج [الإنجليزية]‏ (2010)

## وصلات خارجية
- جريجري دوبريجن على موقع IMDb (الإنجليزية)
- جريجري دوبريجن على موقع ألو سيني (الفرنسية)
- جريجري دوبريجن على موقع أول موفي (الإنجليزية)
- جريجري دوبريجن على موقع قاعدة بيانات الفيلم (الإنجليزية)
- جريجري دوبريجن على موقع كينوبويسك (الروسية)